# Psychoda spinacia
Psychoda spinacia är en tvåvingeart som beskrevs av Quate 1967. Psychoda spinacia ingår i släktet Psychoda och familjen fjärilsmyggor. Inga underarter finns listade i Catalogue of Life.